# Kevin de Glendalough
Kevin de Glendalough (ca. 500 - 618) va ser fundador i abat del monestir de Glendalough al comtat de Wicklow, a Irlanda. També es coneix pel seu nom gaèlic antic Coemgen (Caoimhín en gaèlic modern, llatinitzat com a Coemgenus). Es venera com a sant a les esglésies catòlica i ortodoxa. Se'n celebra la festivitat el 3 de juny.

## Biografia
La seva vida és poc verídica, ja que falten testimonis contemporanis per a verificar-la. Es diu que descèn d'una línia reial del regne de Leinster, i que hom l'anomenà "Kevin", que vol dir "ben engendrat" o "de noble naixença". Batejat per Sant Cronan, va ser educat pel sant gal·lès Petroc de Bodmin, qui residí a Irlanda. Va viure set anys a Disert-Coemgen, com a ermità, tot dormint sobre un dolmen (conegut com a Saint Kevin's Bed (Llit de Sant Kevin) que hi ha a la vora d'un penya-segat. Va fundar una església a Glendalough, que esdevingué un monestir que, al seu torn, va fundar altres comunitats monàstiques.
Glendalough, amb les seves set esglésies, va ser un dels principals llocs de pelegrinatge d'Irlanda. S'hi mostra la cova on Kevin tenia el costum de retirar-s'hi a pregar. Al voltant va créixer una població que va arribar a ser diòcesi.
La llegenda diu que va viure fins als 120 anys, essent abat de Glendalough. Va ser el primer habitant de Kilnamanagh, a Tallaght, Dublín, fins que va marxar a Glendalough per fugir dels seus seguidors, que hi havien fundat un monestir. D'aquesta fundació en resta un pou, anomenat Pou de Sant Kevin.

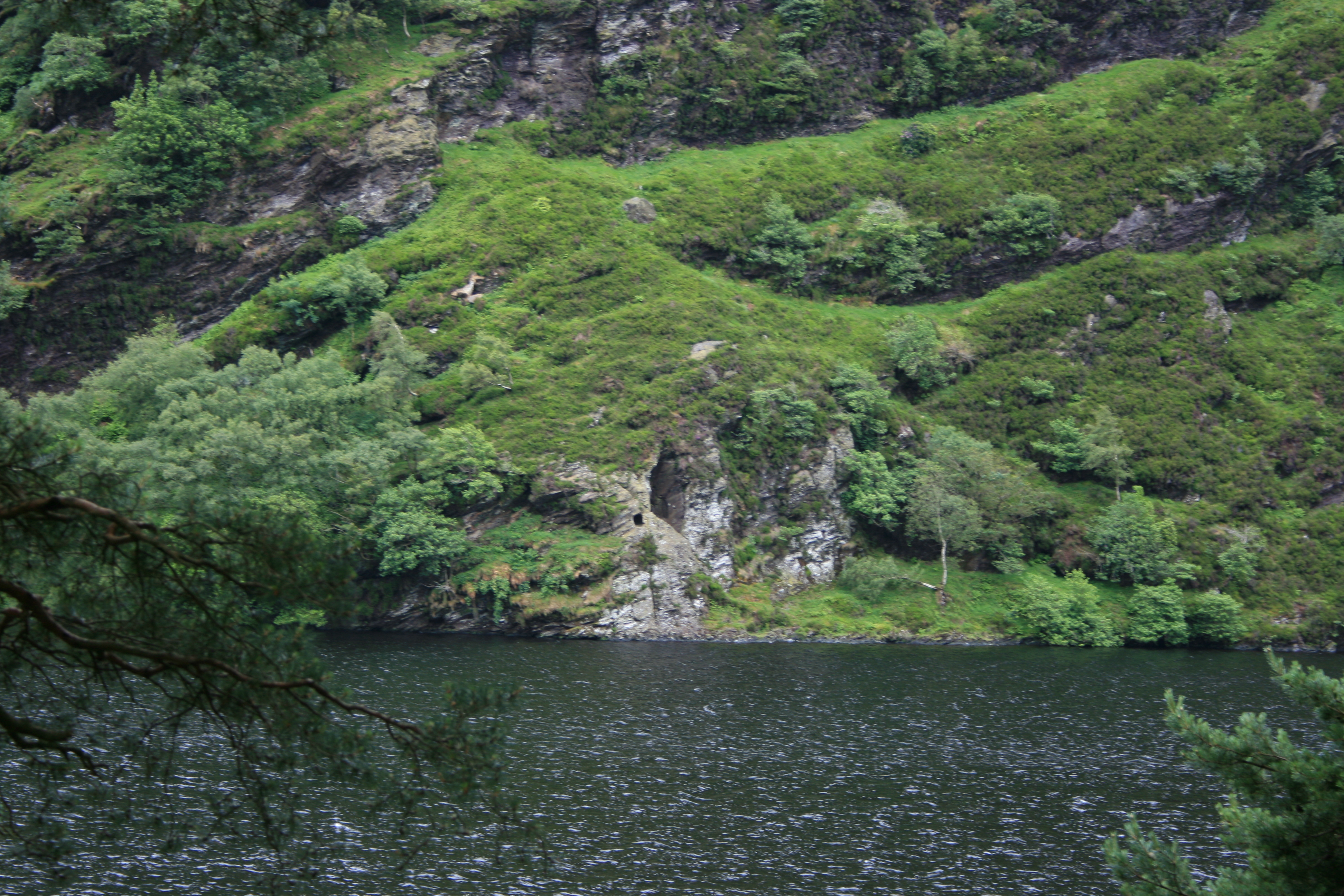
El Llit de Sant Kevin a Glendalough
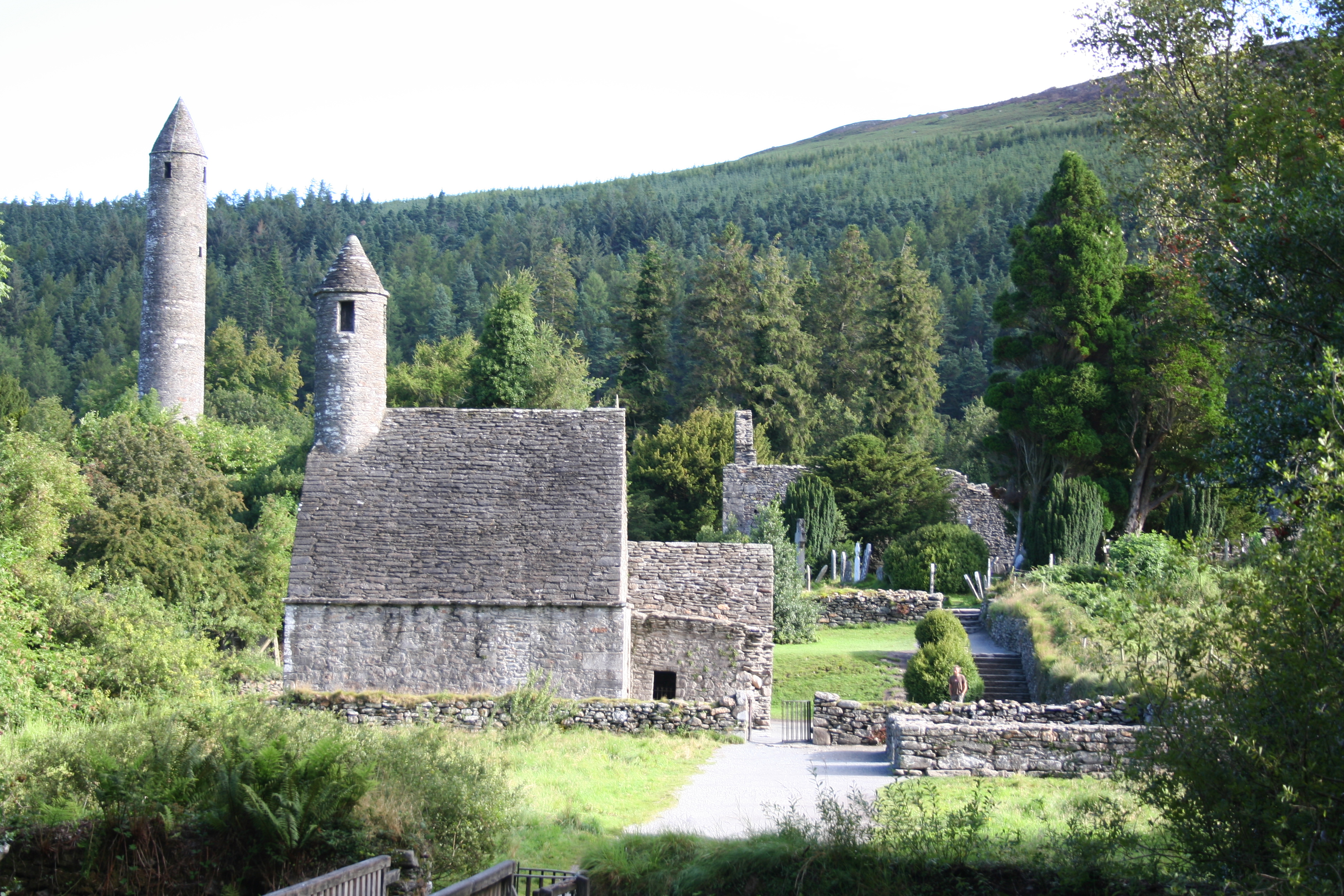
Església de Sant Kevin de Glendalough, amb la Torre Rodona
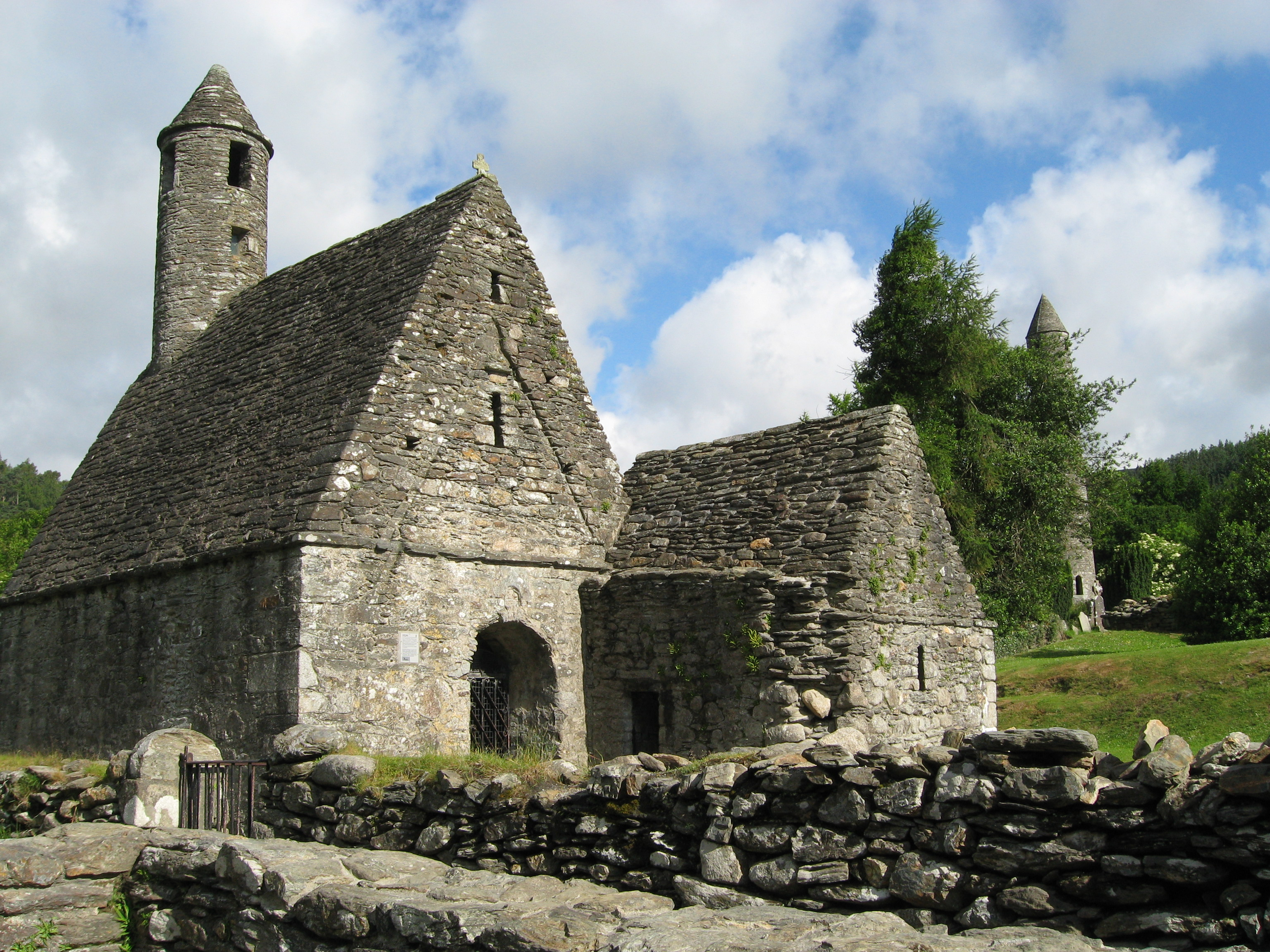
Església de Sant Kevin
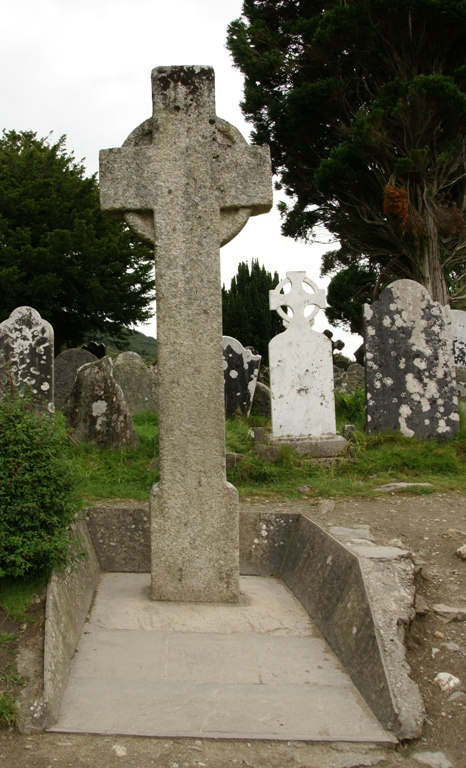
Creu de Sant Kevin, a Glendalough

## Llegendes
Va ser conegut el seu desdeny per la companyia d'altres homes i, en especial, de les dones. A Irlanda, es feia servir el terme "kevin" per als homes que es mantenien distants envers les dones. Passava el temps al bosc o al prat, acompanyat dels animal; el bosc proper al monestir va rebre el nom de Holywood (bosc sant).
En 544 va anar a Roma. En tornar, el rei O'Tool de Glendalough, que n'havia sentit a parlar de la santedat, va enviar-li una ambaixada per a demanar-li com podria enfortir un oc que tenia, ja vell i incapaç de volar. Kevin li va demanar que, com a pagament per la resposta, li donés la terra sobre la qual volés l'oc. Com que ja no podia volar, el rei accedí; quan Kevin va tocar l'au, aquesta va rejovenir i va volar sobre tota la vall, que el rei donà al sant i on aquest va establir el monestir.
Mentre feia d'ermità vora el llac de Glendalough, li va caure el breviari a l'aigua: una llúdria l'agafà i el retornà al sant. A més, la mateixa llúdria li portava peixos perquè mengés. Quan ja era al monestir, la llúdria continuava portant-li peixos fins que un dels monjos va pensar de fer-se un parell de guants amb la pell de l'animal. Aquest, que va veure'n les males intencions, va marxar i no va tornar-hi mai més.
Durant la quaresma, mentre pregava, una merla va pondre un ou sobre els seus braços, que tenia junts. Kevin va romandre en aquella posició fins que l'ou va ser covat i va obrir-se; només llavors es mogué i anà al monestir per celebrar-hi la Pasqua. Mentrestant, la merla nodria el sant, portant-li baies i nous. La llegenda és descrita per Séamus Heaney al poema St. Kevin and the blackbird.